# Nagdlunguaq-48
Nagdlunguaq-48 este un club de fotbal din Groenlanda care evoluează în Coca Cola GM.

## Palmares
- Coca Cola GM: 10
  - Campioană: 1977, 1978, 1980, 1982, 1983, 1984, 2000, 2001, 2006, 2007

## Lotul sezonului 2009
As of 2009, from http://en.wikipedia.org/wiki/Greenland_national_football_team
| Nr. |            | Poziție | Jucător            |
| --- | ---------- | ------- | ------------------ |
|     | Groenlanda | P       | Anders Cortzen     |
|     | Groenlanda |         | Jim Degn Olsvig    |
|     | Groenlanda |         | Jens Jacobsen      |
|     | Groenlanda |         | Kaali Matthaeussen |